# Jane Dieulafoy

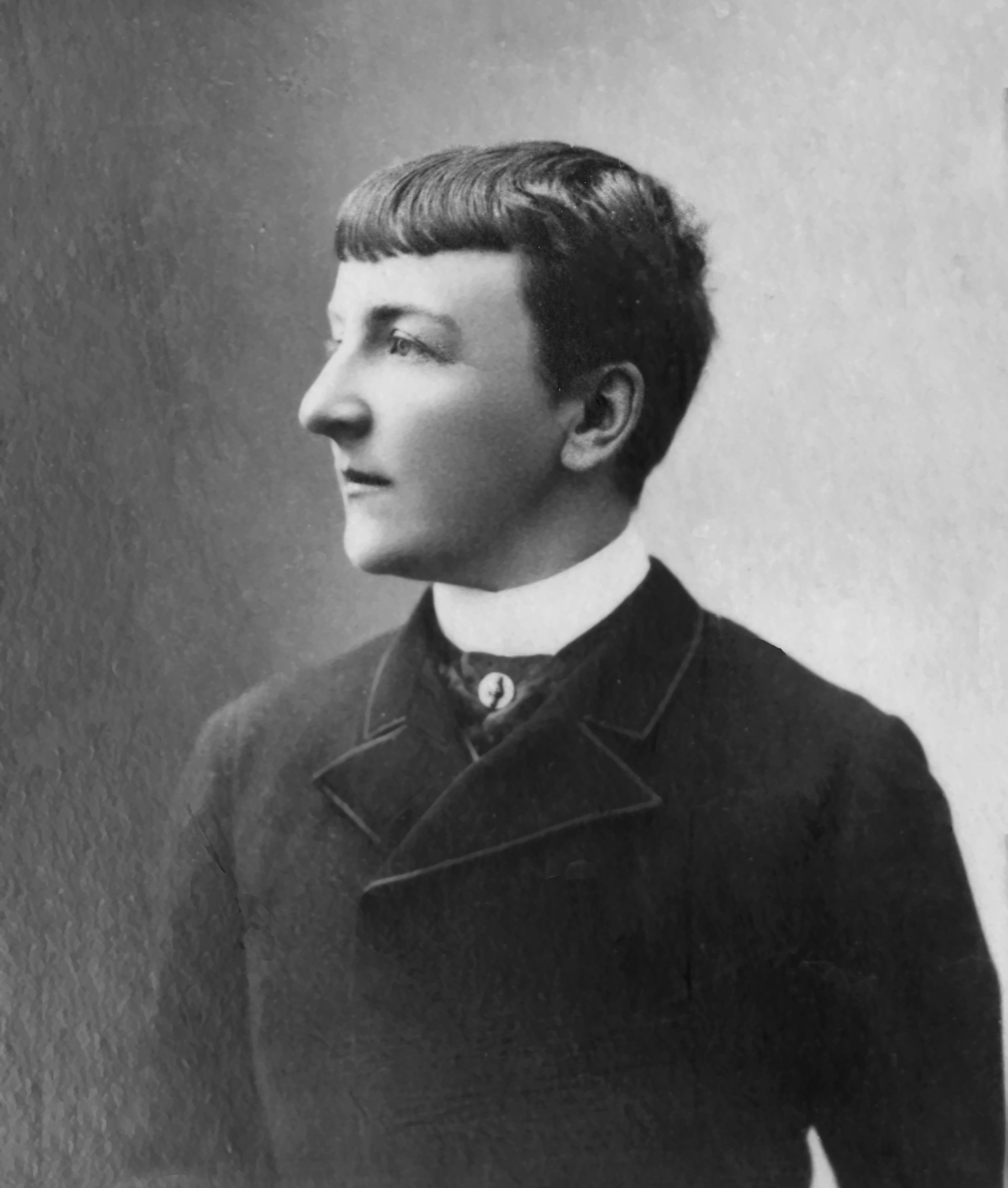
Jane Dieulafoy, ca. 1895

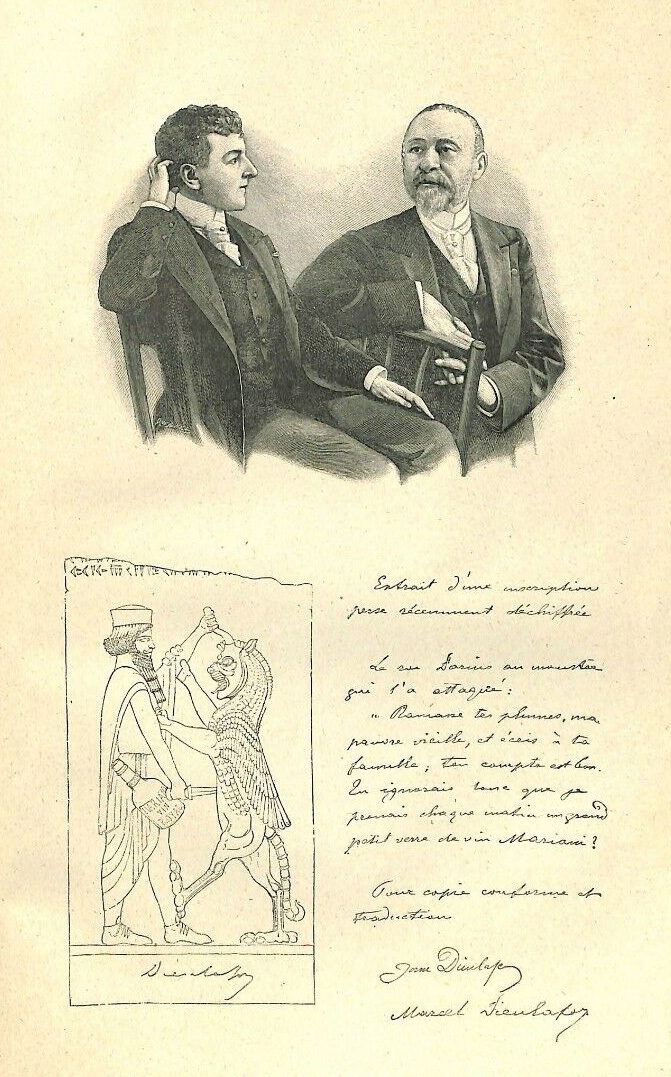
Jane (links) und Marcel Dieulafoy (rechts)

Jane Dieulafoy (* 29. Juni 1851 als Jane Henriette Magre in Toulouse; † 25. Mai 1916 in Pompertuzat bei Toulouse) war eine französische Archäologin und Autorin.

## Leben
Jane Henriette Magre war das jüngste von sechs Kindern; ihr Vater starb kurz nach ihrer Geburt. Sie besuchte als einzige ihrer Schwestern eine Privatschule in Auteuil, wo sie eine vielseitige Ausbildung erhielt. Ende 1869 oder Anfang 1870 lernte sie Marcel Dieulafoy kennen, einen Eisenbahningenieur, der ebenfalls aus Toulouse stammte und in Algerien gearbeitet hatte. Sie heirateten am 11. Mai 1870.
Als wenig später der Deutsch-Französische Krieg ausbrach, meldete sich Marcel Dieulafoy als Ingenieur für die französische Armee. Jane bestand darauf, ihn zu begleiten und in Soldatenkleidung an allen Missionen der Einheit ihres Ehemannes teilzunehmen. Nach dem Ende des Krieges unternahmen sie gemeinsam viele Reisen, vor allem nach Ägypten und in den Vorderen Orient, der Marcel besonders faszinierte. Jane veröffentlichte in dieser Zeit mehrere Reiseberichte und begann, an historischen Romanen zu arbeiten. Marcel beschloss um diese Zeit, sein Leben der Erforschung des Alten Orients zu widmen.
1881–82 unternahmen sie ihre erste Forschungsreise nach Persien. Ihre Aufzeichnungen von dieser Reise veröffentlichte Jane Dieulafoy nach ihrer Rückkehr nach Paris in der Zeitschrift Le Tour du Monde. Marcel bemühte sich, einen Auftrag zur Erforschung der persischen Stadt Susa zu bekommen. 1884 machten sie sich erneut auf die Reise dorthin, diesmal zu einer offiziellen archäologischen Expedition. Bis 1886 leiteten sie gemeinsam die Ausgrabungen in Susa.
Nach ihrer Rückkehr nach Paris kümmerten sie sich um die Unterbringung ihrer mitgebrachten Funde im Louvre. Jane Dieulafoy hatte sich auf ihren Reisen durch den Orient angewöhnt, sich das Haar kurz zu schneiden und Männerkleidung zu tragen; diese Gewohnheit behielt sie in Frankreich bei und erregte damit einiges Aufsehen. Während Marcel Dieulafoy in die Académie des Inscriptions et Belles-Lettres aufgenommen wurde, protestierte Jane dagegen, dass das Institut de France keine Frauen aufnahm.
1895 wurde ihr das Kreuz der Ehrenlegion für ihre Leistungen in Persien, aber auch für ihre Verdienste im Deutsch-Französischen Krieg verliehen.
1888 gab Jane Dieulafoy ihre Tagebücher der Ausgrabungen als Buch heraus, bereits 1887 war ihr Reisebericht La Perse, la Chaldée et la Susiane erschienen. 1890 veröffentlichte sie ihr erstes Theaterstück Parysatis. Es spielt in Susa zur Zeit des Achämenidenreiches und handelt von Parysatis, der Ehefrau Dareios’ II. Das Stück brachte Jane Dieulafoy das Lob der Académie française ein und wurde 1902 von Camille Saint-Saëns vertont. In den folgenden Jahren schrieb sie vier Romane, bis sie schließlich beschloss, sich nach ihren zahlreichen Reisen in Spanien und Portugal wieder der Reiseliteratur zu widmen.
1914 zogen Jane und Marcel Dieulafoy nach Marokko, wo Marcel mit dem Bau der Eisenbahn von Fès nach Meknès betraut war. Nebenbei begannen sie erneut archäologische Forschungen an der Hassan-II.-Moschee in Casablanca. Da Marcel neben seiner Arbeit als Ingenieur wenig Zeit blieb, leitete Jane die Ausgrabungen weitgehend selbstständig.
Im April 1915 erkrankte Jane an Dysenterie und musste nach Frankreich gebracht werden. Nach einer nur kurzen Ruhepause bestand sie darauf, ihre Arbeit in Marokko wieder aufzunehmen. Allerdings verschlechterte sich ihr Gesundheitszustand gleich nach ihrer Ankunft wieder drastisch, sodass sie und Marcel nach Frankreich zurückfuhren. Jane Dieulafoy starb am 25. Mai 1916 an den Folgen ihrer Krankheit.

## Veröffentlichungen

### Sachliteratur
- 1887: La Perse, la Chaldée et la Susiane
- 1888: A Suse, journal des fouilles 1884–1886
- 1901: Aragon et Valence
- 1908: Castille et Andalousie
- 1920: Isabelle la Grande

### Theaterstücke und Romane
- 1890: Parysatis
- 1893: Rose d’Hatra
- 1893: L’oracle
- 1984: Frère Pélage
- 1897: Déchéance